# Leggi penali irlandesi
Con l'espressione Leggi penali irlandesi (in gaelico: Na Péindlíthe) si intende una serie di norme giuridiche imposte al popolo irlandese durante il dominio inglese, con lo scopo di discriminare i cattolici e altre confessioni protestanti dissidenti (ad esempio i presbiteriani) rispetto coloro che aderivano od avrebbero aderito alla ex novo istituita confessione religiosa ufficiale, la Chiesa d'Irlanda. Esse non furono emesse in blocco in un solo breve periodo ma furono approvate in diverse occasioni e subirono numerose variazioni ed aggiustamenti nel secolo XVII e nel XVIII.

## Antefatti
Il primo intervento diretto inglese in Irlanda avvenne nel 1171 ad opera di Enrico II d'Inghilterra (1133 – 1189), il cui diritto alla sovranità fu fatto risalire all'aiuto richiestogli dal sovrano irlandese di Leinster, Diarmuid Mac Murchadha Caomhánach (in inglese Diarmuid MacMorrough), che fu costretto all'esilio dall'High King, Ruaidri mac Tairrdelbach Ua Conchobair. Diarmait era fuggito in Aquitania ed aveva ottenuto da Enrico II l'aiuto dei Normanni per la riconquista del suo regno. Il grosso delle forze normanne era sbarcato sull'isola nel 1169 e in poco tempo furono riconquistati il Leinster e il controllo di Waterford e Dublino. Tuttavia Enrico II, preoccupato che, grazie alla nomina del normanno Riccardo di Clare quale erede di Diarmait, si creasse in Irlanda un regno normanno a lui rivale, sbarcò a Waterford e occupò le terre irlandesi divenendo il primo sovrano d'Inghilterra a mettere piede in Irlanda. Egli definì l'Irlanda una signoria (Lordship) del Regno d'Inghilterra. Nel 1172 la bolla papale Laudabiliter, emessa da Papa Adriano IV, avallò la presa di potere, Enrico assegnò i territori al figlio Giovanni nominandolo Dominus Hiberniae (Lord of Ireland) ma quando Giovanni, in maniera inattesa, succedette al fratello e divenne sovrano, la Lordship d'Irlanda divenne direttamente dipendente dalla corona britannica.
I tentativi inglesi di governare l'Irlanda sono marcati da numerose norme adottate per assicurare il controllo del paese da parte inglese. Nel 1367 fu emesso lo Statuto di Kilkenny, una serie di trentacinque articoli emanati a Kilkenny con l'intento di frenare l'allarmante declino della dominazione Hiberno-Normanna sull'Irlanda. Gli Statuti cercarono di bloccare ogni futura diffusione fra gli inglesi residenti in Irlanda della cultura gaelica e la cosiddetta Poynings' Law del 1494 rese il Parlamento d'Irlanda subordinato all'autorità del Parlamento d'Inghilterra, provvedimento che fu approvato dalla Santa Sede.
Nel 1394 e 1395 Riccardo II invase l'isola per imporre la legislazione inglese ma prese anche misure di riconciliazione fra i nobili irlandesi di origine e fedeltà inglese e quelli di origine locale gaelica.

### Lo scisma anglicano
Lo scisma anglicano del 1533-38, ad opera di Enrico VIII, comportò un'ulteriore divisione nelle relazioni fra irlandesi ed inglesi, così come avvenne con altre confessioni protestanti. Suo figlio Edoardo era un convinto protestante ma la sua politica fu resa pubblica solo poco prima della sua morte. La regina Maria I d'Inghilterra impose nuovamente il cattolicesimo nel periodo 1553 / 1558.

### Il regno di Elisabetta I
La confusione in materia di fedeltà alla religione continuò in Inghilterra ed Irlanda anche nei primi anni di regno di Elisabetta I (regnante dal 1558 al 1603). Dopo dodici anni di regno papa Pio V con la bolla Regnans in Excelsis, pubblicata il 25 febbraio 1570 scomunicò Elisabetta I quale eretica. La bolla dichiarava l'illegittimità di Elisabetta a salire al trono come regina e quindi la sua incapacità ad ereditare la corona reale. Veniva perciò dichiarata deposta e proibito ai fedeli cattolici di tutto il mondo di obbedire a lei od alle persone da lei nominate. Naturalmente tutto ciò determinò un forte sentimento di ostilità fra lei ed i sudditi irlandesi che erano cattolici praticanti. Decenni di tensioni e di conflitti armati si susseguirono fino alla sua morte. Il suo principale avversario, Filippo II di Spagna, incoraggiò le rivolte che ebbero luogo in Irlanda nei decenni del 1570 e del 1580 e nel 1595 gli fu offerta la corona irlandese da alcune eminenti autorità gaeliche, che egli, per altro, rifiutò. Ogniqualvolta tuttavia gli irlandesi cercarono sostegno a Roma, fu loro di ostacolo il fatto che nessuna importante famiglia cattolica irlandese (di origine gaelica od inglese) annoverasse fra i suoi membri od antenati un cardinale od un papa.
Un numero di complotti, da quello di Ridolfi del 1570 a quello detto “delle polveri” del 1605, fallirono lo scopo di eliminare fisicamente Elisabetta ed il suo successore re Giacomo I. Essi tuttavia crearono un'atmosfera di psicosi anticattolica sia in Inghilterra che in Irlanda.
In Irlanda furono emesse nuove leggi a partire da fine Cinquecento con lo scopo di imporre agli irlandesi il governo e la cultura inglesi. (vedi Riconquista Tudor dell'Irlanda). La colonizzazione dell'Irlanda ebbe luogo nel XVII secolo e proseguì nel XVIII e fu costituita da una legislazione anticattolica che produsse i suoi effetti per oltre due secoli, da confische di terre di proprietà di clan gaelici o dinastie anglo-irlandesi, prevalentemente nelle province di Munster e dell'Ulster. Le terre furono assegnate ai coloni (the planters) dalla corona inglese. Questo processo ebbe inizio durante il regno di Enrico VIII e proseguì sotto Maria I ed Elisabetta I, subendo poi un'accelerazione con Giacomo I, con Carlo I e quindi sotto Oliver Cromwell.
Il risultato finale nel 1728 fu di aver riportato a livello servile la parte più benestante della popolazione irlandese, che nonostante tutto era rimasta in gran maggioranza cattolica, e molti coloni scozzesi di fede presbiteriana, a vantaggio dei fedeli della molto meno diffusa Chiesa d'Irlanda.
Sebbene la legge colpisse anche i fedeli della Chiesa Presbiteriana d'Irlanda, concentrati prevalentemente nell'Ulster, le sue principali vittime furono i membri benestanti della Chiesa Cattolica, i cui correligionari comprendevano i tre quarti della popolazione irlandese. Non vi erano norme che vietassero la conversione dal cattolicesimo alla religione anglicana di stato, ma pochi lo fecero. Molto modesti furono poi i tentativi di convertire le classi più povere.

## Le norme degli Stuart e di Cromwell
Inizialmente i regnanti inglesi furono molto cauti nell'applicare le Leggi penali irlandesi poiché avevano necessità dell'aiuto delle classi agiate cattoliche per sedare la rivolta gaelico-irlandese durante la guerra dei nove anni (1594-1603). Inoltre una significativa parte dell'aristocrazia cattolica proveniva dai primi colonizzatori inglesi (Old English) ed era perciò tradizionalmente fedele alle leggi inglesi in Irlanda. In ogni caso, l'ascesa di Giacomo I ai troni d'Inghilterra ed Irlanda nel 1603 e la vittoria conclusiva inglese nella guerra dei nove anni vide l'entrata in vigore di una serie di nuove norme. Nel 1605 La cosiddetta quello detto “delle polveri”, volta ad assassinare il re Giacomo I, fornì un ulteriore pretesto per intensificare le norme restrittive nei confronti dei cattolici in Irlanda, Scozia e nella stessa Inghilterra.
Dal 1607 ai cattolici fu vietato ricoprire cariche pubbliche e prestare servizio nell'esercito. Ciò significava che da allora il Consiglio Privato Irlandese ed i giudici, che con il Lord Deputy of Ireland costituivano il governo del paese, sarebbero stati protestanti.
Nel 1613 le circoscrizioni elettorali della Camera Irlandese dei Comuni furono modificate in modo tale che i coloni protestanti potessero essere in maggioranza. Inoltre ai cattolici fu imposto il pagamento di ammende (recusant fines) per il rifiuto di partecipare alle funzioni religiose anglicane. Il culto cattolico fu tuttavia tacitamente tollerato purché celebrato in privato. Anche i sacerdoti cattolici furono tollerati mentre i vescovi, normalmente istruiti nel continente, dovevano celare la loro presenza.
Nel 1634 fu proposta la riforma delle norme in favore dei cattolici: una forte tassa in favore di Carlo I Stuart (1600 – 1649), la cui consorte Enrichetta Maria (1609 – 1669) era cattolica, fu approvata dai proprietari terrieri cattolici irlandesi nel presupposto che tale riforma sarebbe stata portata a compimento, ma dopo che l'imposizione fiscale fu approvata il viceré di Carlo I respinse due dei 51 articoli della riforma e quindi la legge di riforma fu respinta dalla maggioranza cattolica nella Camera Irlandese dei Lord.
Il risentimento cattolico fu il fattore scatenante della rivolta irlandese del 1641 e della conseguente istituzione, sostenuta dal Papa (Urbano VIII), della Confederazione Irlandese dal 1642, che fu però definitivamente sciolta con le armi a seguito della conquista dell'Irlanda da parte di Cromwell (1649 – 1653). Con la Legge di assestamento dell'Irlanda del 1652, ai cattolici fu vietata la partecipazione al Parlamento Irlandese, i più ricchi di loro si videro confiscate la maggior parte delle terre (Adventurers' Act) e fu anche proibito loro, per un breve periodo, di risiedere in città. Per i seguaci di Cromwell i cattolici erano eretici ed al clero cattolico fu comminata l'espulsione dal paese e prevista, in caso di rientro, l'esecuzione capitale immediata.
Molti dovevano assistere alla Messa in luoghi isolati presso le cosiddette Pietre da Messa (Mass rock). Diciassette martiri cattolici di quel periodo furono beatificati nel 1992 da Papa Giovanni Paolo II.

## 1660-1693
Gran parte di questa legislazione fu abrogata dopo la Restaurazione inglese da Carlo II (1660-1685), con la Dichiarazione di Breda del 1690, in termini di culto e diritto di proprietà, ma anche il Test Act divenne legge dal 1673.
Nel 1685 il re di Francia Luigi XIV diede un impulso alla psicosi dei protestanti nei confronti del cattolicesimo in Europa quando emise l'editto di Fontainebleau con il quale espelleva gli ugonotti dalla Francia. A seguito della fuga di Giacomo II, causata dalla cosiddetta Gloriosa rivoluzione del 1688, le decisioni della maggioranza cattolica nel Parlamento irlandese del 1688-89 in Dublino compresero anche la totale abolizione delle assegnazioni degli anni 1650.
Queste furono revocate quando i giacobiti, in gran maggioranza cattolici, che si erano schierati a fianco di Giacomo II d'Inghilterra, persero la guerra contro Guglielmo d'Orange e la di lui moglie e cugina Maria II d'Inghilterra, combattuta fra il 1689 ed il 1691, la quale decise in ultima analisi se in Inghilterra avrebbero regnato gli Stuart cattolici o i protestanti.
La guerra terminò con il Trattato di Limerick, stipulato il 3 ottobre 1691 fra Patrick Sarsfield, conte di Lucan, e Godert de Ginkell, 1º conte di Athlone, che era composto di 29 articoli. L'articolo 1 disponeva che:
(art. 1 del Trattato di Limerick)
Comunque questi privilegi dovevano essere acquisiti giurando fedeltà a Guglielmo e Maria, cosa che molti cattolici trovavano ripugnante fin dal 1693, allorché il papato iniziò a sostenere i Giacobiti.
Infatti gli articoli 2 e 9 disponevano che:
(art. 2 del Trattato di Limerick)
(art. 9 del Trattato di Limerick)
Un piccolo numero di proprietari terrieri cattolici fece tale giuramento fra il 1691 ed il 1693 e le loro famiglie rimasero sotto la protezione del re, ma la maggior parte non giurò. I Giacobiti precedentemente arresisi, con l'accordo di Galway ai primi del 1691, erano stati esentati dalle successive (anno 1700 e oltre) restrizioni sulla proprietà, a patto che fossero esclusi dal diretto coinvolgimento in politica.
A livello europeo questa guerra fu una parte della Guerra della Grande Alleanza, nella quale il papato sosteneva Guglielmo d'Orange contro la Francia. Ma dal 1693 il papato cambiò politica e sostenne Giacomo contro Guglielmo, mentre la politica di quest'ultimo si spostava da una forma di tolleranza nei confronti dei cattolici romani ad una forma di maggior ostilità.
Allora il re Giacomo si era stabilito nel castello di Saint-Germain-en-Laye ed era sostenuto finanziariamente dal nemico da lungo tempo di Guglielmo e Maria, Luigi XIV. La religione divenne un facile modo per definire la lealtà di una famiglia nobile nei confronti della corona e così si formarono le basi per l'istituzione delle Leggi Penali in Irlanda.

## Ascendancy rule 1691-1770
Fu la ricerca di assicurarsi il dominio con l'approvazione di un certo numero di leggi restrittive della libertà dei cattolici (e dei dissidenti in genere) sia in campo religioso sia politico ed economico. Il figlio di Giacomo II, Giacomo Francesco Edoardo Stuart, detto the Old Pretender fu riconosciuto dalla Santa Sede come unico re legittimo di Inghilterra e Irlanda fino alla sua morte, avvenuta nel 1766, ed i cattolici obbligati a sostenerlo. Ciò fornì un ulteriore pretesto politico per nuove leggi restrittive approvate dopo il 1695. Fra le tante discriminazioni che Cattolici e i dissenzienti dovevano subire a causa delle Leggi penali irlandesi vi erano:
- Esclusione dei cattolici dalla maggior parte dei pubblici uffici (dal 1607), bando che dal 1707 fu applicato anche ai presbiteriani;
- Divieto di matrimonio dei cattolici con protestanti; abolito nel 1778;
- I matrimoni presbiteriani non erano legalmente riconosciuti dallo stato;
- Divieto ai cattolici di portare armi da fuoco o di servire nell'esercito; abolito dal Militia Act del 1793;
- Divieto di divenire membro del Parlamento d'Irlanda o di quello della Gran Bretagna, dal 1652; abolito nel periodo 1662-1691 e ripristinato per il periodo 1691-1829;
- Disenfranchising Act (Legge di disaffrancamento) del 1728: esclusione del diritto di voto (in vigore fino al 1793);
- Esclusione di esercitare professioni legali e le funzioni giudiziarie; abolite rispettivamente nel 1793 e nel 1829;
- Education Act 1695 (Legge del 1695 sull'istruzione); divieto di inviare i figli a studiare all'estero; abolito nel 1782;
- Divieto ai cattolici di iscriversi al Trinity College di Dublino; abolito nel 1793;
- Alla morte di un cattolico il suo erede poteva avere dei benefici con la conversione alla Chiesa d'Irlanda;
- Legge sulla proprietà - L'eredità della terra doveva essere egualmente suddivisa fra tutti i figli del proprietario defunto salvo il caso che il figlio maggiore si fosse convertito al protestantesimo. In tal caso solo un terzo della terra ereditata poteva essere ripartita fra gli altri figli. Questa forma di frazionamento ereditario era stata abolita nel 1600;
- Divieto di conversione dal protestantesimo al cattolicesimo sotto pena di confisca a favore della corona di tutti i beni immobili posseduti al momento e incarcerazione per un periodo a discrezione del re e perdita della protezione del re;
- Divieto ai cattolici di acquistare terra con contratti di locazione di durata superiore ai 31 anni; abolito nel 1778;
- Divieto ai cattolici di ricevere orfani in affidamento sotto pena di 500 sterline di multa da devolversi al Blue Coat hospital in Dublino;
- Divieto per i cattolici di ereditare terre da protestanti;
- Divieto ai cattolici di possedere cavalli di valore superiore a 5 sterline cadauno (provvedimento volto ad impedire ai cattolici di possedere cavalcature atte alla guerra);
- Obbligo per i preti cattolici di registrarsi presso il magistrato (Registration Act del 1704) con l'obbligo di pagare una cauzione di 50 sterline a garanzia del suo buon comportamento e divieto di lasciare la contea di registrazione; in caso di mancata registrazione è prevista l'espulsione dal paese; ai preti dei seminari ed ai vescovi è vietato registrarsi (con le conseguenze del caso); quest'ultima restrizione fu revocata negli anni 1770;
- Se consentita, la costruzione di nuove chiese cattoliche doveva avvenire in legno e lontano dalle vie principali;
- A nessuna persona papista è consentito tenere scuole in pubblico o in privato sotto pena di venti sterline di multa e tre mesi di prigione per ogni violazione;[12] abolito nel 1782;

## Analisi
Le leggi penali irlandesi furono apparentemente approvate per sostituire il Cattolicesimo quale religione di maggioranza in Irlanda, e sebbene il Libro della preghiera comune fosse stato tradotto già nel 1608 in lingua irlandese, non ci fu un'effettiva intenzione di convertire la maggior parte della popolazione irlandese all'anglicanismo o di fare del proselitismo in Irlanda, fino al XIX secolo. L'assenza di sforzi da parte della cosiddetta Influenza Protestante per convertire la massa popolare irlandese suggerisce una ragionevole interpretazione: un gran numero di nuovi protestanti poveri significava una gran perdita di denaro per la Chiesa d'Irlanda, visto che essi avrebbero dovuto essere mantenuti con i fondi delle decime delle chiese locali, per le quali queste erano l'unica fonte di mantenimento dei preti e di finanziamento delle necessità materiali della chiesa.
L'effetto principale che si voleva ottenere con le Leggi penali irlandesi era quello di favorire la conversione o lo spossessamento delle terre relativamente ai proprietari terrieri cattolici. Nel 1641 i cattolici possedevano il 60% della terra in Irlanda e nel 1776 questa percentuale era scesa al 5%. Nel censimento del 1735 circa il 30% degli irlandesi si dichiarava “non cattolico”. La conversione dal cattolicesimo al protestantesimo si verificava sporadicamente, specialmente fra proprietari terrieri e per convenienza, al fine di mantenere intatta alla famiglia la terra, cosicché queste conversioni erano spesso poco convincenti sul piano della loro sincerità. Molti figli di proprietari terrieri cattolici lasciarono l'Irlanda per seguire il cosiddetto Volo delle oche selvatiche, cioè l'arruolamento in eserciti di irlandesi che combattevano per le potenze continentali in Europa.. Altri invece emigrarono per studiare nei seminari cattolici continentali, quali ad esempio quello di Lovanio. Il fenomeno venne contrastato poi seriamente intorno al 1750. Il problema dei figli di queste famiglie agiate erano le limitate opportunità loro offerte in Irlanda, considerata l'esclusione dall'esercizio delle professioni, con la rara eccezione di quella medica. Essi erano inoltre stati esclusi dal diritto di voto dal 1728 al 1793.
La gran parte della popolazione, trattandosi di poveri mezzadri o lavoratori agricoli, avrebbe dovuto subire di meno gli effetti delle leggi penali irlandesi dal 1695, ma nel 1800 emersero plausibili motivi per spiegare come le leggi avessero influito in effetti sul loro stato di povertà. Il sistema delle decime ebbe infatti su di loro un forte impatto economico, poiché essi dovevano versare una percentuale del loro raccolto al clero protestante, così come dovevano al contempo sostenere economicamente i loro preti.
Per i preti delle parrocchie cattoliche le leggi dal 1695 erano divenute più restrittive, ma diversamente dal periodo di amministrazione cromwelliana, essi potevano registrarsi presso il magistrato locale ed esercitare il loro ministero. Gli ordini religiosi e la presenza di vescovi fu vietata fino al 1778. Numerosi preti cattolici furono giustiziati e l'ultimo di questi fu Nicholas Sheehy nel 1766 ma non per aver esercitato il suo ministero, bensì con l'accusa di aver contribuito a nascondere o addirittura ad uccidere un informatore.
Nel corso dell'Insurrezione giacobita del 1745 in Scozia il viceré Lord Chesterfield sospese le leggi penali irlandesi per parecchi mesi allo scopo di assicurarsi che gli irlandesi non si sarebbero associati alla ribellione, il che in effetti avvenne dimostrando quanto le leggi avessero un fondamento politico prima ancora che religioso. Durante la Guerra d'indipendenza americana (1775-83) il governo di Londra cercò il sostegno cattolico per contrastare il partito dei ribelli irlandesi, creando così le condizioni nel 1777 per la istituzione del convento delle Suore della Presentazione della Beata Vergine Maria, ordine fondato dall'irlandese (educata in Francia) Nano Nagle (1718 – 1784). Alcuni grandi proprietari terrieri cattolici, come ad esempio il Conte di Antrim, non furono toccati dalle leggi penali irlandesi e i discendenti del casato sono tuttora proprietari delle terre dei loro avi. I visconti di Gormanston possedettero le loro terre nella Contea di Meath fino al 1950. Altri invece quali gli Inchiquin, di origine gaelica e discendenti di Brian Boru o le anglosassoni famiglie dei signori di Dunsany dei visconti Dillon salvarono i loro possedimenti con la conversione al protestantesimo.
Molte scuole cattoliche hanno enfatizzato gli aspetti religiosi delle leggi penali inglesi, tendendo a sostenere che esse furono applicate alla lettera. Molte scuole non cattoliche tendono invece a vedere tali leggi come un provvedimento politico che fallì i suoi obiettivi, che durò troppo a lungo e che, come altre forme di repressione religiosa in Europa, furono successivamente riviste.

## Riforme graduali ed emancipazione 1778-1869
Alla morte di Giacomo Francesco Edoardo Stuart, detto The Old Pretender, nel gennaio del 1766 la Santa Sede riconobbe la dinastia degli Hannover quale legittima pretendente al trono inglese, cosicché i pretesti per le leggi penali irlandesi caddero ed iniziò un lento processo di emancipazione dei cattolici con la revoca di parte delle leggi in questione avvenuta con le Leggi di emancipazione cattolica del 1771, 1778 e 1793. Comunque il lungo percorso di uscita dalle norme restrittive del passato dimostra quanto la vita irlandese sia stata condizionata dalle medesime e quanto queste fossero fonte di divisioni. Una classe media emergente di cattolici fece sentire la sua voce e nel 1760 i proprietari terrieri cattolici fondarono il primo Comitato Cattolico a Waterford per accelerare la riforma delle leggi penali. La Legge sul Quebec del 1744 fu un incoraggiamento esterno all'Irlanda, con il ripristino dei diritti religiosi in gran parte del Canada, seguito in Inghilterra ed in Irlanda dal Papist Act 1778. Il Carlow College fu fondato nel 1782.
Dal 1782 i politici riformisti protestanti irlandesi quali Henry Grattan, John Philpot Curran, William Ponsonby, 1º barone Ponsonby di Imokilly e Frederick Hervey, 4º conte di Bristol (un vescovo protestante), aggiunsero in appoggio la loro voce. In Inghilterra fu di aiuto anche il deputato della Camera dei Comuni Edmund Burke ma dovette affrontare i sentimenti anti-cattolici che sfociarono nella sommossa di Gordon del 1780. Nel 1792 William FitzGerald, 2º duca di Leinster, il fratello maggiore di Lord Edward Fitzgerald, fondò l'Associazione degli amici della libertà, il cui programma si proponeva di ottenere la presenza di cattolici fra i membri della Camera dei Comuni irlandese. Essi non riuscirono tuttavia ad ottenere dai membri protestanti del Parlamento più di quanto concesso nella riforma del 1793, allorché fu concesso ai cattolici di acquistare terre libere, di diventare giurati nel Grand jury e di votare.
Nello stesso anno una legge che fu molto impopolare, il Militia Act, rimosse il divieto per i cattolici di possedere armi da fuoco, per poterli arruolare nella milizia, ma non consentì ancora loro di accedere al rango degli ufficiali. L'accettazione da parte dei cattolici benestanti di questa limitazione dimostra ulteriormente la gradualità del loro inserimento nella società dominante.
Con la dichiarazione di guerra del 1793 da parte della Francia contro il Regno Unito, le esigenze della guerra assunsero la precedenza rispetto a quelle della riforma delle leggi penali irlandesi. Allorché il governo francese divenne ostile alla Santa Sede dal 1790, e i preti cattolici erano stati formati in Francia, il primo ministro William Pitt fondò il Seminario di San Patrizio a Maynooth (1795). La politica di decristianizzazione perseguita dalla Francia tra il 1790 ed il 1801 è stata spesso paragonata alla politica anti-cattolica di Cromwell in Irlanda negli anni 1650. Nel 1795 il nuovo viceré William FitzWilliam, 4º conte FitzWilliam, propose l'emancipazione politica totale dei cattolici, così come l'aveva suggerita Henry Grattan ma fu sollevato dalla carica poche settimane dopo per l'intervento di protestanti irriducibili nell'amministrazione irlandese.
Il lento cammino della riforma, in particolare la mancata riforma del regime delle decime, fu un fattore che condusse all'esasperazione molti irlandesi facendo loro disperare nella possibilità di una riforma pacifica. Questo favorì lo scoppio della poi fallita Rivolta irlandese del 1798. Durante tale rivolta comunque, tutti i vescovi cattolici irlandesi si schierarono a favore del governo.
L'approvazione dell'Atto di Unione del 1800, avvenuta nel 1801, fu ritenuta foriera dell'emancipazione cattolica. Infatti con questa legge i poteri del Parlamento Irlandese, che l'approvò nonostante alcune opposizioni interne, venivano incorporati da quello inglese (oltre alla incorporazione della Chiesa d'Irlanda in Chiesa d'Inghilterra), ove non esisteva la preclusione alla partecipazione dei cattolici. Tuttavia re Giorgio III rifiutò di dare seguito a questa parte dell'accordo ponendo il suo veto, in quanto riteneva che emancipare i cattolici irlandesi sarebbe stato in contrasto con il Giuramento di fedeltà. L'emancipazione fu così posticipata al 1829. Molti parlamentari britannici erano favorevoli, incluso William Pitt, e la disattenzione dell'accordo provocò le loro dimissioni.

### Emancipazione
Nel maggio 1823 Daniel O'Connell lanciò la Catholic Association e condusse un'intensa campagna per l'emancipazione dei cattolici irlandesi che fu largamente acquisita nel 1829, avendo come principali beneficiari i componenti della classe media irlandese. Ciò che fu concesso ai cattolici irlandesi in quell'anno riguardo alla rappresentanza in parlamento, rimase vietato agli ebrei irlandesi fino al 1858 ed agli atei fino al 1886.
La legge permise anche ai cattolici di divenire giudici e funzionari civili ed essere nominati ufficiali pubblici. La elezione al Parlamento fu consentita ai più colti e ricchi cattolici. La medesima classe si avvantaggiò della riforma delle città e del raggruppamento di queste con la legge sugli accorpamenti municipali del 1840, potendo prendere parte al governo locale. Ma per la maggioranza dei cattolici che vivevano nelle campagne irlandesi il costo del sistema delle decime fu sempre motivo di lamentela.

### Riforma delle decime
L'obbligo per i cattolici e gli altri gruppi religiosi di pagare le decime (tithes) alla Chiesa anglicana rimase in vigore fino al 1869. Prima vi furono violente resistenze e sollevazioni che sono note con il nome di  Tithe War (Guerra delle decime). Dal 1840 queste furono imposte non più ai coltivatori locatari ma ai proprietari terrieri, ai quali fu tuttavia concesso l'incremento del canone per compensare il nuovo onere. La Chiesa cattolica insorse dagli anni 1840 insieme alle altre Chiese protestanti contro l'integrazione di studenti appartenenti a confessioni diverse nella nuova scuola primaria e negli anni 1850 emerse un altro dibattito sul fatto che alcune nuove università dovessero essere miste o riservate ai soli cattolici.

## Continuazione degli effetti fino al 1920
Nel maggio 1920 Seán T. O'Kelly inviò un memorandum a papa Benedetto XV ove, fra l'altro affermava:
(Seán T. O'Kelly a Papa Benedetto XV)
In quel periodo era inviato britannico presso la Santa Sede John Francis Charles, 7º conte de Salis, un proprietario terriero cattolico nelle contee di Limerick e di Armagh.